# Kalicinit
Kalicinit ist ein sehr selten vorkommendes Mineral aus der Mineralklasse der „Carbonate und Nitrate“ (ehemals Carbonate, Nitrate und Borate) mit der chemischen Zusammensetzung KH[CO3] und damit chemisch gesehen ein Kalium-Wasserstoff-Carbonat.
Kalicinit kristallisiert im monoklinen Kristallsystem, konnte bisher allerdings nur in Form feinkristalliner bis derber Mineral-Aggregate gefunden werden. In reiner Form ist er farblos und durchsichtig oder durch vielfache Lichtbrechung aufgrund von polykristalliner Ausbildung weiß. Durch Fremdbeimengungen kann das Mineral aber auch eine hellgelbe Farbe annehmen.

## Etymologie und Geschichte
Erstmals entdeckt wurde Kalicinit in Mineralproben, die nahe Chippis im Schweizer Kanton Wallis gesammelt wurden. Die Erstbeschreibung erfolgte 1865 durch den französischen Chemiker und Mineralogen Félix Pisani, der das Mineral nach dessen chemischen Bestandteil Kalium (kali) als Kalicine bezeichnete. Im Deutschen wurde der Name abgewandelt zu Kalicinit.
Da der Kalicinit bereits lange vor der Gründung der International Mineralogical Association (IMA) bekannt und als eigenständige Mineralart anerkannt war, wurde dies von ihrer Commission on New Minerals, Nomenclature and Classification (CNMNC) übernommen und bezeichnet den Kalicinit als sogenanntes „grandfathered“ (G) Mineral. Die ebenfalls von der IMA/CNMNC anerkannte Kurzbezeichnung (auch Mineral-Symbol) von Kalicinit lautet „Kcn“.
Das Typmaterial des Minerals wird im Kantonalen Geologiemuseum (auch Musée Géologique Cantonal, MGL) in Lausanne (Waadt, Schweiz) unter der Katalog-Nummer MGL 53205 und im Muséum national d’histoire naturelle (MHN-Paris) unter der Katalog-Nummer 99.775 aufbewahrt.

## Klassifikation
In der veralteten 8. Auflage der Mineralsystematik nach Strunz gehörte der Kalicinit zur Mineralklasse der „Nitrate, Carbonate und Borate“ und dort zur Abteilung der „Wasserfreien Carbonate ohne fremde Anionen“, wo er zusammen mit Nahcolith die „Nahcolith-Kalicinit-Gruppe“ mit der System-Nr. Vb/A.01 und den weiteren Mitgliedern Teschemacherit und Wegscheiderit bildete.
Im zuletzt 2018 überarbeiteten und aktualisierten Lapis-Mineralienverzeichnis nach Stefan Weiß, das sich aus Rücksicht auf private Sammler und institutionelle Sammlungen noch nach dieser alten Form der Systematik von Karl Hugo Strunz richtet, erhielt das Mineral die System- und Mineral-Nr. V/B.01-030. In der „Lapis-Systematik“ entspricht dies ebenfalls der Abteilung „Wasserfreie Carbonate [CO3]2−, ohne fremde Anionen“, wo Kalicinit zusammen mit Nahcolith, Natrit, Teschemacherit, Wegscheiderit und Zabuyelit die unbenannte Gruppe V/B.01 bildet.
Die von der International Mineralogical Association (IMA) zuletzt 2009 aktualisierte 9. Auflage der Strunz’schen Mineralsystematik ordnet den Kalicinit in die verkleinerte Klasse der „Carbonate und Nitrate“, dort aber ebenfalls in die Abteilung der „Carbonate ohne zusätzliche Anionen; ohne H2O“ ein. Diese ist allerdings weiter unterteilt nach der Zugehörigkeit der beteiligten Kationen zu bestimmten Elementgruppen, so dass das Mineral entsprechend seiner Zusammensetzung in der Unterabteilung „Alkali-Carbonate“ zu finden ist, wo es als einziges Mitglied die unbenannte Gruppe 5.AA.20 bildet.
Auch die vorwiegend im englischen Sprachraum gebräuchliche Systematik der Minerale nach Dana ordnet den Kalicinit wie die veraltete Strunz’sche Systematik in die gemeinsame Klasse der „Carbonate, Nitrate und Borate“ und dort in die Abteilung der „Carbonate“ ein. Hier ist er als einziges Mitglied in der unbenannten Gruppe 13.01.02 innerhalb der Unterabteilung „Saure Carbonate mit verschiedenen Formeln“ zu finden.

## Kristallstruktur
Kalicinit kristallisiert monoklin in der Raumgruppe P21/a (Raumgruppen-Nr. 14, Stellung 3) mit den Gitterparametern a = 15,17 Å; b = 5,63 Å; c = 3,71 Å und β = 104,6° sowie 4 Formeleinheiten pro Elementarzelle.

## Eigenschaften
Kalicinit ist wasserlöslich und sollte daher vor Feuchtigkeit geschützt aufbewahrt werden.

## Bildung und Fundorte
Kalicinit bildet sich als Zersetzungsprodukt toter Bäume. Paragenesen sind bisher nicht bekannt.
Aufgrund seiner extremen Seltenheit konnten bisher nur wenige Proben von Kalicinit an insgesamt fünf Fundorten gefunden werden und seine Typlokalität Chippis ist der bisher einzige bekannte Fundort in der Schweiz (Stand: 2023).
Weitere bekannte Fundorte sind die „Niobec Mine“ im Carbonatit-Komplex nahe Saint-Honoré in der kanadischen Provinz Québec, die Chibinen auf der russischen Halbinsel Kola, Alnön in der schwedischen Provinz Medelpad und Long Shop im Montgomery County (Virginia) in den USA.